# Podedworze
Podedworze – część miasta Bochni w Polsce, położona w województwie małopolskim, w powiecie bocheńskim.
Leży na północny wschód od centrum miasta, w rejonie ulic Podedworze i Brzeskiej.
Dawniej samodzielna wieś i gmina jednostkowa w Bezirk Bochnia, obejmująca także Wójtostwo (razem 617 mieszkańców w 1854 roku). Po włączeniu Podedworza do Bochni w drugiej połowie XIX wieku, Wójtostwo ustanowiło odrębną gminę, liczącą w 1874 roku 311 mieszkańców .